# Cantone di Lury-sur-Arnon
Il Cantone di Lury-sur-Arnon era una divisione amministrativa dell'arrondissement di Vierzon.
A seguito della riforma approvata con decreto del 21 febbraio 2014, che ha avuto attuazione dopo le elezioni dipartimentali del 2015, è stato soppresso.

## Composizione
Comprendeva i comuni di:
- Brinay
- Cerbois
- Chéry
- Lazenay
- Limeux
- Lury-sur-Arnon
- Méreau
- Preuilly
- Quincy